# 高迪柏基體育會
高迪柏基體育會（Deportivo Coatepeque）是一家危地馬拉的足球會，成立於 1962 年，位於科阿特佩克。他們現於危地馬拉甲組足球聯賽角逐。